# Canottaggio ai Giochi della XVI Olimpiade - Otto maschile
La competizione del Otto maschile dei Giochi della XVII Olimpiade si è svolta dal 23 al 27 novembre 1956 al bacino del lago Wendouree a Ballarat.

## Programma
| Data             | Round        | Note                                                 |
| ---------------- | ------------ | ---------------------------------------------------- |
| 23 novembre 1956 | 3 Batterie   | I primi due alle semifinali. I restanti ai recuperi. |
| 24 novembre 1956 | 1 Recupero   | I primi due alle semifinali.                         |
| 26 novembre 1956 | 2 Semifinali | I primi 2 in finale.                                 |
| 27 novembre 1956 | Finale       |                                                      |

## Risultati

### Batterie
| Pos. | Nazione       | Atleti | Tempo  |
| ---- | ------------- | --- | ------ |
| 1    | Australia     | Michael Aikman, David Boykett Fred Benfield, Jim Howden Garth Manton, Walter Howell Adrian Monger, Brian Doyle Tim. Harold Hewitt          | 6'05"8 |
| 2    | Canada        | Philip Kueber, Dick McClure Robert Wilson, David Helliwell Wayne Pretty, Bill McKerlich Douglas McDonald, Lawrence West Tim. Carl Ogawa    | 6'07"1 |
| 3    | Stati Uniti   | Tom Charlton, Dave Wight John Cooke, Don Beer Caldwell Esselstyn, Charles Grimes Rusty Wailes, Bob Morey Tim. William Becklean             | 6'09"1 |
| 4    | Gran Bretagna | Richard Wheadon, Michael Delahooke Ian Welsh, Kenneth Masser Simon Tozer, Alan Watson John A. Russell, Christopher Davidge Tim. John Hinde | 6'23"9 |

| Pos. | Nazione        | Atleti | Tempo  |
| ---- | -------------- | --- | ------ |
| 1    | Cecoslovacchia | Josef Věntus, Eduard Antoch Ctibor Reiskup, Jan Švéda Josef Švec, Zdeněk Žára Jan Jindra, Stanislav Lusk Tim. Miroslav Koranda                 | 6'09"3 |
| 2    | Giappone       | Yozo Iwasaki, Yasukuni Watanabe Sadahiro Sunaga, Yoshiki Hiki Takashi Imamura, Yasuhiko Takeda Masao Hara, Junichi Kato Tim. Toshiji Eda       | 6'11"8 |
| 3    | Francia        | Santé Marcuzzi, Émile Clerc Richard Duc, Maurice Bas Édouard Leguery, Jean-Jacques Vignon Maurice Houdayer, René Massiasse Tim. Jacques Vilcoq | 6'13"0 |

| Pos. | Nazione          | Atleti | Tempo  |
| ---- | ---------------- | --- | ------ |
| 1    | Svezia           | Olle Larsson, Lennart Andersson Kjell Hansson, Rune Andersson Lennart Hansson, Gösta Eriksson Ivar Aronsson, Evert Gunnarsson Tim. Bertil Göransson             | 6'06"4 |
| 2    | Unione Sovietica | Ernest Verbin, Boris Fyodorov Slava Amiragov, Leonid Gissen Yevgeny Samsonov, Anatoly Antonov Georgy Gushchenko, Vladimir Kryukov Tim. Vladimir Petrov          | 6'06"5 |
| 3    | Italia           | Antonio Amato, Salvatore Nuvoli Cosimo Campiato, Livio Tesconi Antonio Casuar, Giancarlo Casalini Sergio Tagliapietra, Arrigo Menicocci Tim. Vincenzo Rubolotta | 6'09"5 |

### Recupero
| Pos. | Nazione       | Atleti | Tempo  |
| ---- | ------------- | --- | ------ |
| 1    | Stati Uniti   | Tom Charlton, Dave Wight John Cooke, Don Beer Caldwell Esselstyn, Charles Grimes Rusty Wailes, Bob Morey Tim. William Becklean                                  | 7'00"9 |
| 2    | Italia        | Antonio Amato, Salvatore Nuvoli Cosimo Campiato, Livio Tesconi Antonio Casuar, Giancarlo Casalini Sergio Tagliapietra, Arrigo Menicocci Tim. Vincenzo Rubolotta | 7'17"4 |
| 3    | Gran Bretagna | Richard Wheadon, Michael Delahooke Ian Welsh, Kenneth Masser Simon Tozer, Alan Watson John A. Russell, Christopher Davidge Tim. John Hinde                      | 7'18"1 |
| 4    | Francia       | Santé Marcuzzi, Émile Clerc Richard Duc, Maurice Bas Édouard Leguery, Jean-Jacques Vignon Maurice Houdayer, René Massiasse Tim. Jacques Vilcoq                  | 7'22"1 |

### Semifinali
| Pos. | Nazione          | Atleti | Tempo  |
| ---- | ---------------- | --- | ------ |
| 1    | Stati Uniti      | Tom Charlton, Dave Wight John Cooke, Don Beer Caldwell Esselstyn, Charles Grimes Rusty Wailes, Bob Morey Tim. William Becklean                         | 6'55"1 |
| 2    | Australia        | Michael Aikman, David Boykett Fred Benfield, Jim Howden Garth Manton, Walter Howell Adrian Monger, Brian Doyle Tim. Harold Hewitt                      | 6'55"6 |
| 3    | Unione Sovietica | Ernest Verbin, Boris Fyodorov Slava Amiragov, Leonid Gissen Yevgeny Samsonov, Anatoly Antonov Georgy Gushchenko, Vladimir Kryukov Tim. Vladimir Petrov | 7'18"3 |
| 4    | Giappone         | Yozo Iwasaki, Yasukuni Watanabe Sadahiro Sunaga, Yoshiki Hiki Takashi Imamura, Yasuhiko Takeda Masao Hara, Junichi Kato Tim. Toshiji Eda               | 7'24"5 |

| Pos. | Nazione        | Atleti | Tempo  |
| ---- | -------------- | --- | ------ |
| 1    | Canada         | Philip Kueber, Dick McClure Robert Wilson, David Helliwell Wayne Pretty, Bill McKerlich Douglas McDonald, Lawrence West Tim. Carl Ogawa                         | 6'57"0 |
| 2    | Svezia         | Olle Larsson, Lennart Andersson Kjell Hansson, Rune Andersson Lennart Hansson, Gösta Eriksson Ivar Aronsson, Evert Gunnarsson Tim. Bertil Göransson             | 7'08"4 |
| 3    | Cecoslovacchia | Josef Věntus, Eduard Antoch Ctibor Reiskup, Jan Švéda Josef Švec, Zdeněk Žára Jan Jindra, Stanislav Lusk Tim. Miroslav Koranda                                  | 7'12"9 |
| 4    | Italia         | Antonio Amato, Salvatore Nuvoli Cosimo Campiato, Livio Tesconi Antonio Casuar, Giancarlo Casalini Sergio Tagliapietra, Arrigo Menicocci Tim. Vincenzo Rubolotta | 7'19"8 |

### Finale
| Pos.    | Nazione     | Atleti | Tempo  |
| ------- | ----------- | --- | ------ |
| Oro     | Stati Uniti | Tom Charlton, Dave Wight John Cooke, Don Beer Caldwell Esselstyn, Charles Grimes Rusty Wailes, Bob Morey Tim. William Becklean                      | 6'35"2 |
| Argento | Canada      | Philip Kueber, Dick McClure Robert Wilson, David Helliwell Wayne Pretty, Bill McKerlich Douglas McDonald, Lawrence West Tim. Carl Ogawa             | 6'37"1 |
| Bronzo  | Australia   | Michael Aikman, David Boykett Fred Benfield, Jim Howden Garth Manton, Walter Howell Adrian Monger, Brian Doyle Tim. Harold Hewitt                   | 6'39"2 |
| 4       | Svezia      | Olle Larsson, Lennart Andersson Kjell Hansson, Rune Andersson Lennart Hansson, Gösta Eriksson Ivar Aronsson, Evert Gunnarsson Tim. Bertil Göransson | 6'48"1 |